# Mauro Espíndola
Mauro Bomfim Espíndola (Rio de Janeiro, 21 de outubro de 1962) é um artista visual e web designer contemporâneo brasileiro.
Foi indicado para o Prêmio PIPA em 2010.

## Exposições
- 1992 - Salão Carioca de Arte, Rio de Janeiro[3];
- 1992 - Salão Carioca de Arte, Rio de Janeiro[3];
- 1995 - Nove Espaços Individuais, Rio de Janeiro[4];
- 1995 - Quatro do Brasil e Um da Itália, Itália[5];
- 2002 - Victal e Sons, Rio de Janeiro[6];
- 2002 - Canteiro de Obras do Circo Voador, Rio de Janeiro[7];
- 2003 - Festival Internacional de Linguagem Eletrônica, São Paulo[8];
- 2007 - Pequenos Formatos, Rio de Janeiro[9];
- 2009 - Nano Stockholm, Estocolmo, Suécia[10];
- 2099 - 14ª Bienal Internacional de Arte Contemporânea de Curitiba, Curitiba[2].